# Apogonia
Apogonia är ett släkte av skalbaggar. Apogonia ingår i familjen Melolonthidae.

## Dottertaxa tillApogonia, i alfabetisk ordning[1]
- Apogonia abdominalis
- Apogonia abyssinica
- Apogonia accepta
- Apogonia acutangularis
- Apogonia adoretoides
- Apogonia aenea
- Apogonia aeneocuprea
- Apogonia aeneomicans
- Apogonia aenescens
- Apogonia aequabilis
- Apogonia aerata
- Apogonia aerea
- Apogonia affinis
- Apogonia africana
- Apogonia akikoae
- Apogonia albomaculata
- Apogonia alkmaarensis
- Apogonia amaura
- Apogonia amida
- Apogonia amitina
- Apogonia andamana
- Apogonia angulata
- Apogonia angusta
- Apogonia angustipes
- Apogonia annamensis
- Apogonia apicalis
- Apogonia armadillo
- Apogonia arta
- Apogonia aruensis
- Apogonia assamensis
- Apogonia australensis
- Apogonia badia
- Apogonia bakeri
- Apogonia banosana
- Apogonia baolocensis
- Apogonia basalis
- Apogonia basiventris
- Apogonia batjana
- Apogonia becqueti
- Apogonia belutschistanica
- Apogonia benguetana
- Apogonia bicarinata
- Apogonia bicolor
- Apogonia blanchardi
- Apogonia boettcheri
- Apogonia bolikhamsaiana
- Apogonia bomuana
- Apogonia borneensis
- Apogonia brenskei
- Apogonia brevicollis
- Apogonia brevis
- Apogonia brevisetosa
- Apogonia brunneipennis
- Apogonia buettikoferi
- Apogonia burgeoni
- Apogonia burmanica
- Apogonia buruensis
- Apogonia calcuttana
- Apogonia callosifrons
- Apogonia calva
- Apogonia cambodjensis
- Apogonia caobangensis
- Apogonia carlotae
- Apogonia castanea
- Apogonia castaneipennis
- Apogonia cava
- Apogonia cavifrons
- Apogonia celebiana
- Apogonia centralis
- Apogonia cephalus
- Apogonia ceramensis
- Apogonia cinerascens
- Apogonia clypeata
- Apogonia coiffaiti
- Apogonia colini
- Apogonia comosa
- Apogonia congoensis
- Apogonia consimilis
- Apogonia conspersa
- Apogonia contracta
- Apogonia convexa
- Apogonia convexicollis
- Apogonia coriacea
- Apogonia corpoorali
- Apogonia crassipes
- Apogonia cribrata
- Apogonia cribricollis
- Apogonia cupreicollis
- Apogonia cupreomicans
- Apogonia cupreoviridis
- Apogonia cuprescens
- Apogonia cuprina
- Apogonia curtula
- Apogonia dalatensis
- Apogonia dapitana
- Apogonia decellei
- Apogonia deformis
- Apogonia destructor
- Apogonia difficilis
- Apogonia diversicollis
- Apogonia doisuthepana
- Apogonia dux
- Apogonia edentula
- Apogonia elongata
- Apogonia encausta
- Apogonia endoi
- Apogonia eremita
- Apogonia expeditionis
- Apogonia farinosa
- Apogonia fatidica
- Apogonia feai
- Apogonia ferrugata
- Apogonia ferruginea
- Apogonia flavipennis
- Apogonia flavipes
- Apogonia flavorufa
- Apogonia floresiana
- Apogonia formosana
- Apogonia frontalis
- Apogonia fujiokai
- Apogonia fukinukii
- Apogonia fulgida
- Apogonia fulgidicollis
- Apogonia fulvipes
- Apogonia fulvosetosa
- Apogonia fulvosquamosa
- Apogonia fuscescens
- Apogonia fuscolineata
- Apogonia fuscula
- Apogonia gibbiventris
- Apogonia gigantea
- Apogonia glabra
- Apogonia glabricollis
- Apogonia glabrifrons
- Apogonia goedhuisi
- Apogonia gracilipes
- Apogonia gracilis
- Apogonia grandis
- Apogonia granulosa
- Apogonia granum
- Apogonia gressitti
- Apogonia griseosquamosa
- Apogonia haryanavi
- Apogonia helleri
- Apogonia heptagona
- Apogonia heterosquamulata
- Apogonia heynei
- Apogonia hilaris
- Apogonia hirta
- Apogonia hirtella
- Apogonia hongkongica
- Apogonia hopei
- Apogonia ignorata
- Apogonia illiberalis
- Apogonia immanis
- Apogonia impressa
- Apogonia impressifrons
- Apogonia impressipyga
- Apogonia improba
- Apogonia imugana
- Apogonia indica
- Apogonia inexspectata
- Apogonia insignis
- Apogonia insulana
- Apogonia insularis
- Apogonia irrorata
- Apogonia ishiharai
- Apogonia itoi
- Apogonia jokoana
- Apogonia kamerunica
- Apogonia kamiyai
- Apogonia katangensis
- Apogonia katangtokensis
- Apogonia kilimana
- Apogonia kolbei
- Apogonia kombirana
- Apogonia kunenensis
- Apogonia kyulomensis
- Apogonia laeta
- Apogonia laevicollis
- Apogonia laeviscutata
- Apogonia laevissima
- Apogonia lamdongensis
- Apogonia lamottei
- Apogonia lanata
- Apogonia laosana
- Apogonia lasia
- Apogonia lateralis
- Apogonia latescutellata
- Apogonia laticeps
- Apogonia latidentata
- Apogonia latitarsis
- Apogonia lepidota
- Apogonia leuweni
- Apogonia lobata
- Apogonia loi
- Apogonia loizeaui
- Apogonia lombokiana
- Apogonia longispina
- Apogonia lurida
- Apogonia lutea
- Apogonia luzonica
- Apogonia maculipennis
- Apogonia magnifica
- Apogonia major
- Apogonia malaccensis
- Apogonia malangia
- Apogonia mangalorensis
- Apogonia marginata
- Apogonia mashona
- Apogonia maynei
- Apogonia metallescens
- Apogonia metallica
- Apogonia metasternalis
- Apogonia mindanaoana
- Apogonia minor
- Apogonia minutissima
- Apogonia miyakei
- Apogonia moesta
- Apogonia moluccana
- Apogonia montana
- Apogonia monticola
- Apogonia montivaga
- Apogonia motoensis
- Apogonia munda
- Apogonia nana
- Apogonia neglecta
- Apogonia niasana
- Apogonia nietneri
- Apogonia nigricans
- Apogonia nigripennis
- Apogonia nigroaenea
- Apogonia nigrobrunnea
- Apogonia nigrochalcea
- Apogonia nimbaensis
- Apogonia niponica
- Apogonia nishikawai
- Apogonia nitida
- Apogonia nitidula
- Apogonia nobilis
- Apogonia nodosa
- Apogonia oberthuerii
- Apogonia obscura
- Apogonia ochracea
- Apogonia ohmomoi
- Apogonia opaca
- Apogonia orbitalis
- Apogonia overlaeti
- Apogonia oviformis
- Apogonia padangensis
- Apogonia palawana
- Apogonia pallescens
- Apogonia papua
- Apogonia paramaura
- Apogonia pectoralis
- Apogonia perdix
- Apogonia philippinica
- Apogonia philochlaenioides
- Apogonia pilifera
- Apogonia pilosa
- Apogonia pilosella
- Apogonia planifrons
- Apogonia polisana
- Apogonia polita
- Apogonia posticalis
- Apogonia producta
- Apogonia prolixa
- Apogonia proxima
- Apogonia pseudamaura
- Apogonia pseudofloresiana
- Apogonia pulchra
- Apogonia punctata
- Apogonia purpurascens
- Apogonia pygidialis
- Apogonia ranca
- Apogonia rauca
- Apogonia reticula
- Apogonia reticulata
- Apogonia ritsemae
- Apogonia rizali
- Apogonia rotundiceps
- Apogonia rudepunctata
- Apogonia rufa
- Apogonia rufoaenescens
- Apogonia rufobrunnea
- Apogonia rufofusca
- Apogonia rugicollis
- Apogonia rugifrons
- Apogonia rugipennis
- Apogonia rugosa
- Apogonia rugulosa
- Apogonia saleijana
- Apogonia sandakana
- Apogonia sanghira
- Apogonia satoi
- Apogonia schereri
- Apogonia schoutedeni
- Apogonia scrobicollis
- Apogonia scutellaris
- Apogonia senohi
- Apogonia sequens
- Apogonia sericata
- Apogonia sericea
- Apogonia setifera
- Apogonia setosa
- Apogonia setosella
- Apogonia setulosa
- Apogonia sextuberculata
- Apogonia sharpi
- Apogonia siamensis
- Apogonia sibutensis
- Apogonia similis
- Apogonia simillima
- Apogonia simplex
- Apogonia simulans
- Apogonia sjoestedti
- Apogonia solida
- Apogonia solorensis
- Apogonia soror
- Apogonia sossiana
- Apogonia speculifera
- Apogonia sphaerica
- Apogonia splendida
- Apogonia splendidula
- Apogonia squamelliformis
- Apogonia squamifera
- Apogonia squamipennis
- Apogonia squamosetosa
- Apogonia squamulosa
- Apogonia striatipennis
- Apogonia strigosa
- Apogonia subaenea
- Apogonia subpilosula
- Apogonia subrugipennis
- Apogonia subseriata
- Apogonia subvittata
- Apogonia sulcata
- Apogonia sulcaticeps
- Apogonia sumbawana
- Apogonia surigaoana
- Apogonia taiwana
- Apogonia takakuwai
- Apogonia takasagoensis
- Apogonia tamdaoensis
- Apogonia tangana
- Apogonia tangcolana
- Apogonia tanigawaensis
- Apogonia tenuipes
- Apogonia terminalis
- Apogonia teruakii
- Apogonia tessellata
- Apogonia timorensis
- Apogonia tomeensis
- Apogonia toxopei
- Apogonia transvaalensis
- Apogonia tridentata
- Apogonia truncata
- Apogonia truncaticepes
- Apogonia tuberculifrons
- Apogonia tuberculiventris
- Apogonia uelleana
- Apogonia uhligi
- Apogonia unidens
- Apogonia unidentata
- Apogonia waigeana
- Apogonia wakaharai
- Apogonia variabilis
- Apogonia varievestis
- Apogonia variiceps
- Apogonia vastatrix
- Apogonia watanabei
- Apogonia waterhousei
- Apogonia waterstradti
- Apogonia ventralis
- Apogonia werneri
- Apogonia vestita
- Apogonia vethi
- Apogonia vicina
- Apogonia villigera
- Apogonia villosella
- Apogonia villosula
- Apogonia virescens
- Apogonia viridana
- Apogonia viridifulva
- Apogonia viridimicans
- Apogonia viridipennis
- Apogonia wittkugeli
- Apogonia wittmeri
- Apogonia vossi
- Apogonia xanthosoma
- Apogonia xiengkhouangana
- Apogonia yunnana